# Landamt Bruchsal
Das Landamt Bruchsal war eine von 1803 bis 1807 bestehende Verwaltungseinheit im Land Baden während der napoleonischen Zeit, es war der Landvogtei Michelsberg zugeordnet. Das Amt setzte sich aus elf Ortschaften zusammen, die, mit zwei Ausnahmen, zuvor unter kirchlicher Landeshoheit des Hochstifts Speyer gestanden hatten und die in Umsetzung des Reichsdeputationshauptschlusses an Baden gefallen waren. Der Sitz des Amtes war in Bruchsal, das, gemeinsam mit drei weiteren Orten, das Stadtamt Bruchsal bildete. Als Leiter der Verwaltung wurden für 1805 die Amtmänner Joseph Guhmann und Jacob Adam Meißner (ad Interim) genannt.
In einer Amtsbeschreibung aus dem Jahr 1804 wird für die Orte von folgenden Einwohnerzahlen mit Stand 1802 berichtet:
- Heidelsheim, war von der aufgelösten Kurpfalz zu Baden gekommen und hatte davor zum Oberamt Bretten gezählt: 1605
- Helmsheim, war 1776 im Rahmen eines Tauschgeschäftes dem Durlacher Landesteil der Markgrafschaft Baden zugefallen und dem ansonsten nur aus dem namensgebenden Münzesheim bestehenden Amt zugeteilt worden: 679
- Ubstadt: 879
- Weiher: 511
- Untergrombach: 966
- Obergrombach: 527
- Hambrücken: 555
- Jöhlingen: 1924
- Neibsheim: 875
- Büchig bei Bretten: 342
- Wössingen: 500

Mit dem General-Ausschreiben über die Eintheilung des Großherzogthums Baden in Bezirke vom 1. Juli 1807 wurde das Landamt aufgelöst. Jöhlingen, Wössingen, Heidelheim und Helmsheim wurden an das Amt Bretten abgegeben, der Rest mit dem Stadtamt und vier Orten des Amtes Odenheim zum Oberamt Bruchsal verschmolzen. Nach einer erneuten Trennung 1809, nun in Stadt- und Erstes Landamt sowie Zweites Landamt, kam es 1819 zu einer dauerhaften Vereinigung, wieder unter der Bezeichnung Oberamt Bruchsal. Dieses ging über den Landkreis Bruchsal im Rahmen der Kreisreform 1973 im Landkreis Karlsruhe auf.